# Chaand Kaa Tukdaa
Chaand Kaa Tukdaa (Hindi चाँद का टुकड़ा cā̃d kā ṭukaṛā; wörtlich Stück vom Mond – ein Kompliment für eine schöne Frau) ist ein Hindi-Film von Saawan Kumar Tak aus dem Jahr 1994.

## Handlung
Shyman ist ein gutaussehender, junger und reicher Waise. Er kommt das erste Mal nach Indien, um den letzten Wunsch seiner verstorbenen Mutter zu erfüllen. Er soll ein typisches indisches Mädchen heiraten, damit ihre Wurzeln mit der indischen Kultur und den Traditionen in Indien bleiben. Shyam wird enttäuscht, als der Freund seines Vaters Hasmukh eine Party zu seinen Ehren veranstaltet. Auf der Party sieht er nichts von der Kultur und den Traditionen des Landes, sondern nur westlich eingestellte Mädchen, die nicht seinem Ideal entsprechen. Hasmukh erzählt ihm, dass er dieses traditionelle Leben nur noch in den Dörfern und kleinen Bergstationen finden kann, aber nicht in modernen Städten wie Mumbai. Auf der Suche nach dem perfekten Mädchen macht er sich daraufhin auf den Weg zu den Dörfern. In einem solchen Dorf trifft er die hübsche und unschuldige Radha.

## Produktion und Veröffentlichung
Bei der Produktion von Saawan Kumar Productions führte Saawan Kumar Tak Regie, der auch als Produzent fungierte. Das Drehbuch schrieb Sachin Bhowmick. Die Kamera führte G. Shyam Kumar und für den Schnitt war Jawahar Razdan verantwortlich. 
Premiere des Films war am 19. August 1994 in Indien. Digital Entertainment brachte Chaand Kaa Tukdaa 2001 in den USA auf DVD heraus. 